# Nordique alpin
Oeneis polixenes
Espèce
Le Nordique alpin (Oeneis polixenes) est une espèce d'insectes lépidoptères (papillons) appartenant à la famille des Nymphalidae à la sous-famille des Satyrinae et au genre Oeneis.

## Dénomination
Oeneis polixenes a été nommée par Johan Christian Fabricius en 1775.
Synonymes : Papilio polixenes Fabricius, 1775.

### Sous-espèces
- Oeneis polixenes polixenes présent au Labrador et au Québec.
- Oeneis polixenes antonovae Lukhtanov, 1989;  présent dans l'Oural polaire.
- Oeneis polixenes beringiana Kurentzov, 1970; présent dans la Péninsule tchouktche
- Oeneis polixenes brucei (Edwards, 1891); au Colorado et au Nouveau-Mexique.
- Oeneis polixenes katahdin (Newcomb, 1901) ; adans le Maine
- Oeneis polixenes luteus Troubridge et Parshall, 1988 ; au Canada
- Oeneis polixenes paior Lukhtanov, 1989 ; présent dans l'Oural polaire.
- Oeneis polixenes peartiae (Edwards, 1897) ;
- Oeneis polixenes subhyalina (Curtis, 1835) ; présent dans le Canada arctique.
- Oeneis polixenes woodi Troubridge & Parshall, 1988 ; sur la côte du Yukon et de l'Alaska.
- Oeneis polixenes yukonensis Gibson, 1920 ; dans le sud-ouest du Yukon[1].

### Noms vernaculaires
Le Nordique alpin se nomme Polixenes Arctic en anglais.

## Description
Le Nordique alpin est un papillon  de taille moyenne (son envergure varie de 33 à 54 mm) aux ailes translucides d'une couleur allant de l'ocre beige au marron clair orangé, parfois orné d'une rangée de taches de couleur orange et chez la femelle de deux petits ocelles.
Le revers des antérieures est semblable, celui des postérieures est suffusé de marron et la bande distale est gris plus clair ,,.

### Chenille
La chenille est ornée de bandes, gris-vert sur le dos, marron, noir et gris sur les flancs.

## Biologie

### Période de vol et hivernation
Le Nordique alpin vole en une génération de mi-juin à mi-juillet, mi-août au Labrador.
Deux cycles saisonniers sont nécessaires à son développement et la jeune chenille hiverne le premier hiver puis au stade de chenille mature le second.

### Plantes hôtes
Les plantes hôtes de sa chenille sont des Poaceae, Carex misandra et Festuca mibra,.

## Écologie et distribution
Il a une distribution circumpolaire arctique en Asie depuis l'Oural arctique,  le Kamtchatka, la Yakoutie la Péninsule tchouktche, en Amérique du Nord en Alaska, au Canada en Colombie-Britannique, Alberta, dans le Yukon, les Territoires du Nord-Ouest, et un isolat au Labrador. Aux États-Unis il est présent sous forme de petits isolats dans les Montagnes Rocheuses  tout au sud du Montana, dans l'ouest du Wyoming, le centre du Colorado, le nord du Nouveau-Mexique ainsi que dans le Maine où réside Oeneis polixenes katahdin,,,.

### Biotope
Il réside dans la toundra arctique et les prairies alpines sèches.

### Protection
pas de statut de protection particulier.